# Métro alpin
Le Métro alpin est un funiculaire entièrement souterrain situé à Saas Fee en Suisse dans le canton du Valais. Avec une altitude maximale de 3 445 mètres, il s'agit du plus haut funiculaire au monde.
Ouvert en 1984, il relie la station de ski de Felskinn (2 980 mètres) au bord du glacier de Fee (Feegletscher) à la station de Mittelallalin (3 445 mètres) dans la face nord de l'Allalinhorn. Le tunnel est long de 1 447 mètres, avec un dénivelé de 465 mètres.

En exactement 3 minutes et 20 secondes, le skieur passe de 3 000 à 3 500 mètres. Les skieurs peuvent accéder à la station aval de Felskinn depuis le bas de la station en empruntant les deux tronçons du téléphérique 3S Alpin Express ou bien en empruntant le téléphérique à va-et-vient de Felskinn,,. 
Bien qu'il ne corresponde pas à l'image que l'on se fait généralement d'un métro de par son altitude et son dénivelé, la compagnie qui l'exploite le considère comme le plus haut métro du monde. En réalité, c'est un funiculaire et non un métro car il y a un système de câbles et le véhicule ne peut pas se déplacer seul en raison de la déclivité importante. Le mot métro est cependant utilisé pour faire référence à la fréquence du passage des rames.

## Construction
Les travaux de construction ont pris plus de trois ans. Pendant cette période, tous les participants, de l'ingénieur aux ouvriers du bâtiment en passant par le contremaître, ont habité dans la station de Felskinn.

## Sécurité incendie
Le funiculaire n'a pas de système de sécurité incendie adéquat : les extincteurs ne sont présents que dans un compartiment sur deux, il n'y a pas de détecteur de fumée dans le funiculaire, aucun moyen de communication à bord avec les opérateurs présents en bas et en haut de la station (il n'y a pas de personnel présent à bord), et les sas de sécurité censés éviter un appel d'air et un effet de cheminée en cas d'incendie, comme ce fut le cas lors de l'accident du funiculaire de Kaprun, ne sont présents qu'à la station inférieure, et non à la station supérieure.